# Kazimierówka (Rokitno Szlacheckie)
Kazimierówka – przysiółek  wsi Rokitno Szlacheckie w Polsce, położony w województwie śląskim, w powiecie zawierciańskim, w gminie Łazy.
W latach 1975–1998 przysiółek administracyjnie należał do województwa katowickiego.
W 1929 w przysiółku urodził się Józef Zapędzki – dwukrotny mistrz olimpijski w strzelaniu z pistoletu szybkostrzelnego, podpułkownik Wojska Polskiego.